# Zvonimir Komarica
Zvonimir Antun Komarica  (Banja Luka, 28. siječnja 1920. − Zagreb, 11. travnja 2004.) je bio hrvatski političar, dužnosnik, diplomat, memoarist i publicist, hrvatski proljećar.

## Životopis
Rodio se je 1920. godine u Banjoj Luci. Studirao je političke znanosti u Zagrebu. Svibnja 1941. godine uhićen je i zatočen u Kerestincu. Preživjevši bijeg, odlazi u partizane.
Bio je član Matice hrvatske, čiji je bio član Upravnog odbora i predsjednik Komisije za veze s Hrvatima u svijetu. U socijalističkoj Hrvatskoj otišao je u diplomaciju. Bio je u New Delhiju i Ankari. Poslije je obnašao dužnost ministra za iseljeništvo SRH. Bio je direktorom Instituta za migracije i narodnosti.
Potpisao je Deklaraciju o nazivu i položaju hrvatskog književnog jezika, nakon čega je pao u nemilost jugokomunističkog sustava. 
Dana 31. ožujka 1967. godine u Saboru je Vladimir Bakarić o Deklaraciji o nazivu i položaju hrvatskog književnog jezika izjavio: »Deklaracija neprijateljska prema zajednici i današnjoj fazi revolucije«. Nakon novinskih naslova koji su pozivali na odgovornost, sjednica Izvršnog komiteta CK SKH i ostalih političkih tijela, potpisnike se Deklaracije počelo sankcionirati. Vlatko Pavletić predsjednik Društva književnika Hrvatske isključen je iz Gradskog komiteta SK. Studentski je list 4. travnja 1967. godine objavio odluke o kažnjavanju potpisnika Deklaracije koji su bili članovi SK. U Telegramu je 7. travnja 1967. godine objavljeno kako su iz SK isključeni Dalibor Brozović, Petar Šegedin, Jakša Ravlić, Slavko Mihalić, Duško Car, Vojislav Kuzmanović, Branko Hećimović, Zvonimir Komarica, a dio ostalih sudionika Deklaracije posljednje opomene i opomene. Na plenumu CK posvećenome Deklaraciji Krležino pismo nije pročitano. Bakarić je samo obavijestio prisutne da je Krleža podnio pismenu ostavku i ona je bez rasprave prihvaćena. Vjesnik je 20. travnja 1967. godine donio vijest o podnošenju Krležine pismene ostavke na članstvo u CK SKH. Komarica je pisao i za Hrvatski tjednik, list je ugašen, a suradnici zatvoreni. Komarica je dobio dvogodišnju zatvorsku kaznu.
Nakon udara na Hrvatsku u Karađorđevu (1. prosinca 1971.) uhićen je 11. siječnja 1972. godine s još nekim dužnosnicima Matice hrvatske. Uhićen je za progona hrvatskih proljećara. Bio je u skupini intelektualaca: Franjo Tuđman, Vlado Gotovac, Marko Veselica, Vlatko Pavletić, Šime Đodan, Hrvoje Šošić, Ante Glibota i Ante Bačić.

## Djela
- Grobovi bez sjena: (bijeg iz Kerestinca), Lykos, Zagreb, 1962.
- Jugoslavija u suvremenim evropskim migracijama, Eonomski institut, Zagreb, 1970.
- Kerestinečka kronika: zapis vojnika I., Globus, Zagreb, 1989.
- Do smrti i nazad u Hrvatskoj: zapis vojnika II., Globus, Zagreb, 1990.
- Uznički zapisi '72, Školske novine, Zagreb, 1999.